# Born to Be Alive (album)
Born to Be Alive is een muziekalbum dat Patrick Hernandez uitbracht in 1979. Het gelijknamige nummer verscheen reeds in 1978 en maakt deel uit van de lp.

## Lijst van nummers
1. Born to Be Alive
2. You Turn Me On
3. It Comes So Easy}'
4. Disco Queen
5. Show Me the Way You Kiss
6. I Give You Rendezvous